# 牧口準市
牧口 準市（まきぐち じゅんいち、1931年（昭和6年）8月20日 - 2024年（令和6年）8月28日）は、日本の弁護士。北海学園大学出身の生え抜き法曹の一人。札幌弁護士会所属。専門は、商事全般（商法・倒産法・民事再生法）と日本法制史（明治期北海道の司法制度）。在野で北海道の法制史を研究。弁護士法人成蹊総合法律事務所の所長を務めた。

## 来歴・人物
北海道古宇郡泊村出身。1949年（昭和24年）札幌地方裁判所岩内支部に事務官として入所。1960年（昭和35年）北海学園大学経済学部2部中退。札幌地方裁判所書記官などを経て、司法試験に合格。1969年（昭和44年）弁護士登録。
1979年（昭和54年）札幌弁護士会副会長。1981年（昭和56年）札幌トヨペット更生管財人（同社代表取締役社長を兼務）。1984年（昭和59年）北炭夕張炭鉱株式会社更生管財人。1988年（昭和63年）札幌弁護士会会長・北海道開発審査会会長。1989年（平成元年）北海道弁護士会連合会理事長・札幌市教育委員会委員長。1991年（平成3年）日本弁護士連合会副会長。1994年（平成6年）札幌大学法学部非常勤講師（~1997年、倒産法担当）。1998年（平成10年）たくぎん抵当証券被害者弁護団団長。2002年（平成14年）日本調停協会北海道支部長。2003年（平成15年）札幌大学法学部非常勤講師（~2007年、近代日本法制史担当）。
2024年（令和6年）8月28日午前4時6分、老衰のため死去。93歳没。

## 受賞歴
- 勲三等瑞宝章（2001年（平成13年））[5]
- 札幌市政功労者表彰（2006年（平成18年））[6]
- 正五位（2024年（令和6年））[7]

## 主な業績

### 主要論文
- 「接見禁止等の取消解除について」『書研所報記念論文集』（裁判所書記官研修所、1965年）
- 「管財人覚書」（自費出版、1988年）
- 「ひと筆 夕張の悲劇」（自由と正義 57号、2006年）

### 著書
- 『開拓使時代の司法』（北海道出版企画センター、2012年）
- 『明治期における北海道裁判所代言人弁護士史録』（北海道出版企画センター、2014年）
- 『箱館戦争裁判記 - 榎本釜次郎外数名糺問幷処置事件』（北海道出版企画センター、2016年）
- 『明治期北海道の司法 -箱館戦争・ガルトネル事件等五事件』（北海道出版企画センター、2018年）
- 『明治期北海道の裁判制度』（北海道出版企画センター、2019年）